# آرتاک هوهانیسیان
آرتاک هوهانیسیان (ارمنی: Արտակ Հովհաննիսյան؛ زادهٔ ۱ اکتبر ۱۹۹۳) یک کشتی‌گیر در رشته کشتی آزاد اهل ارمنستان است که در بازی‌های المپیک تابستانی جوانان ۲۰۱۰ در سنگاپور در رشته کشتی آزاد در وزن ۴۶ کیلوگرم موفق به کسب مدال برنز شد.